# Hendrick de Clerck

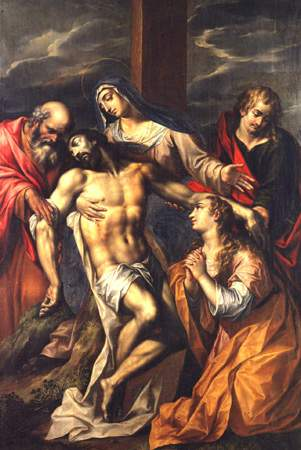
Hendrik de Clerck, Lamentación de Cristo, Santa Prassede, Todi.

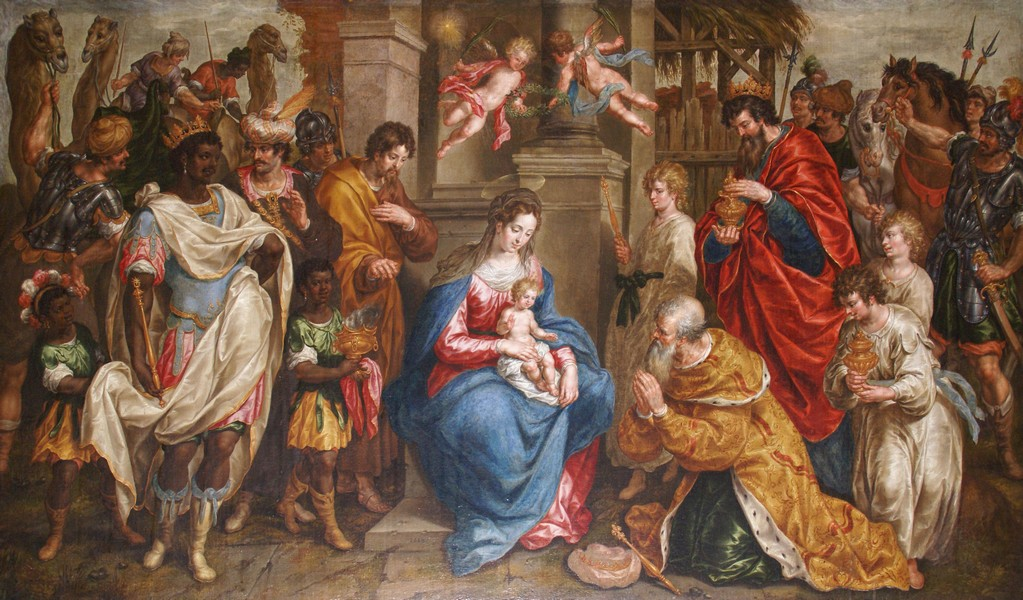
Hendrick de Clerck - Adoración de los Magos.

Hendrick de Clerck (nacido antes de 1570 y fallecido el 27 de agosto de 1630) fue un pintor flamenco, activo en Roma y Bruselas. 

## Biografía
Estilísticamente se encuadra dentro del último manierismo. Su fecha de nacimiento es desconocida, teniéndose constancia de que en 1587 estaba trabajando en Roma. En 1594 regresó a Bruselas, entrando a formar parte de la corte del archiduque Ernesto de Austria. A la muerte de éste, Hendrick continuó trabajando para el archiduque Alberto VII.
El Museo del Prado posee cuatro de sus obras, dos de ellas en colaboración con Denis van Alsloot (Paisaje con Diana y Acteón y El Paraíso con los cuatro elementos, depositado en el Museo de Bellas Artes de Granada) y una en colaboración con Jan Brueghel de Velours (La abundancia y los cuatro elementos), correspondiendo en ellas las figuras a De Clerck. De la otra faceta de su personalidad artística, la pintura religiosa con fuerte sabor contrarreformista, el museo del monasterio de Santa Clara, en Medina de Pomar (Burgos), alberga dos Sagradas familias.